# ريتشارد غيل
ريتشارد غيل (بالإنجليزية: Richard Gale)‏ هو سياسي أسترالي، ولد في 1834 في دورست في المملكة المتحدة، وتوفي في 2 يناير 1931 في بوسلتون في أستراليا.